# Dinah Pfizenmaierová
Dinah Pfizenmaierová (* 13. ledna 1992 Bielefeld, Severní Porýní-Vestfálsko) je německá profesionální tenistka. Ve své dosavadní kariéře nevyhrála na okruhu WTA Tour žádný turnaj. V rámci okruhu ITF získala do června 2012 šest titulů ve dvouhře a jeden ve čtyřhře.
Na žebříčku WTA byla ve dvouhře nejvýše klasifikována v květnu 2012 na 190. místě a ve čtyřhře pak v únor téhož roku na 842. místě. Trénuje ji Michael Schmidtmann.
Premiérový Grand Slam odehrála na French Open 2012, když se do hlavní soutěže dvouhry probojovala z kvalifikace po výhrách nad Kristýnou Plíškovou 2–6, 6–2, 6–1, Misaki Dojovou 6–4, 3–6, 6–2 a Mónicou Puigovou 5–7, 7–5, 6–2. V úvodním kole dvouhry pak zdolala Francouzku Carolinu Garciaovou po setech 3–6, 6–4, 6–3 a ve druhém nestačila na světovou jedničku Bělorusku Viktorii Azarenkovou, s níž uhrála pouze dva gamy výsledkem 6-1, 6-1.

## Finálové účasti na turnajích okruhu ITF
| $100,000 tournaments |
| $75,000 tournaments  |
| $50,000 tournaments  |
| $25,000 tournaments  |
| $10,000 tournaments  |

### Dvouhra: 7 (6–1)
| Stav       | Č. | Datum             | Turnaj       | Povrch      | Finalistka     | Výsledek           |
| ---------- | -- | ----------------- | ------------ | ----------- | -------------- | ------------------ |
| Finalistka | 1. | 25. července 2011 | Tampere      | antuka      | Suomalainen    | 5–7, 0–6           |
| Vítězka    | 1. | 22. srpna 2011    | Braunschweig | antuka      | S. Kayser      | 7–6(7–5), 6–1      |
| Vítězka    | 2. | 12. září 2011     | Rotterdam    | antuka      | S. Vogt        | 3–6, 6–1, 6–1      |
| Vítězka    | 3. | 26. září 2011     | Plovdiv      | antuka      | J. Jakšić      | 6–4, 6–4           |
| Vítězka    | 4. | 24. října 2011    | Netanja      | tvrdý       | Ç. Büyükakçay  | 7–6(7–5), 4–6, 6–1 |
| Vítězka    | 5. | 23. ledna 2012    | Kaarst       | koberec (h) | Van Uytvanck   | 6–4, 6–4           |
| Vítězka    | 6. | 19. března 2012   | Puket        | tvrdý (h)   | Lertcheewakarn | 6–2, 6–4           |

### Čtyřhra: 2 (1–1)
| Stav       | Č. | Datum          | Turnaj   | Povrch | Spoluhráčka         | Soupeřky ve finále                          | Výsledek      |
| ---------- | -- | -------------- | -------- | ------ | ------------------- | ------------------------------------------- | ------------- |
| Finalistka | 1. | 15. srpna 2011 | Ratingen | antuka | Katharina Heringová | Jelizaveta Jančuková Karolina Wlodarczaková | 6–3, 1–6, 4–6 |
| Vítězka    | 1. | 26. září 2011  | Plovdiv  | antuka | Julia Wachaczyková  | Clelia Melenaová Stefania Rubiniová         | 6–4, 7–5      |